# Jeppe (hovnarr)
Jeppe (även Jep och Lep) påstås ha varit Tycho Brahes klärvoajanta hovnarr och hovdvärg. 

## Tycho Brahes hovdvärg
Jeppe uppges ha varit Tycho Brahes hovnarr och -dvärg på Ven under 1590-talet. Enligt dessa, mer sentida, uppgifter satt Jeppe vid Tycho Brahes fötter under middagar och pratade osammanhängande, varvid Tycho Brahe ibland stack till honom mat och frågade honom om råd för skojs skull. Jeppe skall dock även ha varit klärvoajant och ibland gett förnuftiga råd; vid ett tillfälle påstås han ha hjälpt Brahe att avvärja ett bondeuppror genom att föreslå att de upprörda bönderna skulle ges öl, och vid andra tillfällen lär han ha förutspått Tycho Brahes nära förestående ankomst till Ven, skeppsbrott, och huruvida sjuka skulle leva eller dö.

## Historicitet
Det finns inga samtida källor till Jeppes existens, utan de första uppgifterna om denne kommer från Brahes student Christen Longomontanus, vars påståenden vidareförmedlades av Ole Worm och Pierre Gassendi. En annan hovnarr hos Tycho Brahe, Per Gek, är emellerid belagd i källmaterialet. Denne anlände till Uraniborg den 9 april 1596, gjorde ett misslyckat försök att undkomma därifrån den 5 maj, och lyckades till sist fly tillsammans med musikanten Jacob Citharædus den 2 juni samma år. Per Gek tillskrevs dock inga klärvoajanta förmågor, och det anges inte om han led av dvärgväxt eller ej.